# Ruff Rider
A Ruff Rider Tanya Stephens jamaicai énekesnő első albuma 1998-ból.

## Számok
1. "Draw Fi Mi Finger"
2. "Handle The Ride"
3. "Part Time Lover"
4. "Man Ah Fraction"
5. "Big Ninja Bike"
6. "Cry Bawl"
7. "Wuk Fi Gawn"
8. "119"
9. "Joe Grind"
10. "Think It Over"
11. "Something Blue"
12. "2000 Years"
13. "Dedicated"
14. "Man Fi Rule"
15. "#2"
16. "Horny"